# Fænøgård
Fænøgård Ligger på øen Fænø ved Middelfart. Fænøgård er dannet i 1763 af Niels Basse til Hindsgavl Slot. Gården ligger i Middelfart Sogn i Middelfart Kommune. 
Den nuværende hovedbygning er opført i 2003-2004.
Fænøgård Gods er på 388,4 hektar.

## Ejere af Fænøgård
- (1763-1773) Niels Andersen Basse
- (1773) Karen Basse Fønss gift von Adeler
- (1773-1801) Christian Holger von Adeler
- (1801-1808) Karen Basse Fønss gift von Adeler
- (1808-1815) Karen Basse Fønss dødsbo
- (1815-1858) Niels Basse Fønss
- (1858-1907) Niels Basse Fønss
- (1907-1921) Frederik Niels Basse Fønss
- (1921-1935) Carl Lawaetz
- (1935-1947) Ib de Mylius-Benzon
- (1947-1975) Aksel M. Horsens
- (1975-1990) Jens Erik Horsens
- (1990-1999) Mads Eg Damgaard
- (1999-) Flemming Skouboe